# Мамуніє
Мамуніє (перс. مامونيه, також романізоване як Ma'mūnīyeh) — місто та столиця округу Зарандієх, провінція Марказі, Іран. За даними перепису 2006 року, його населення становило 17 337 осіб, що проживали у складі 4672 сімей.
Муса Фарзане був відомим філантропом, педагогом і високоповажним громадським діячем Мамуніє. Він походив з Мірзи Хакіма Язді з міста Язд, який зробив Мамуніє своїм домом. Його бачення, любов і відданість на додаток до значного внеску як в освіту, так і в розвиток принесли багато сучасних інфраструктур і зручностей для громади, що призвело до процвітання міста, а також округу.